# Crisanto y Daría
Los santos Crisanto y Daría († hacia 283) fueron dos mártires cristianos del siglo III.

## Hagiografía
Conforme a la leyenda, Crisanto provenía de Alejandría hijo de un noble patricio llamado Polemio o Poleon, en tiempos del emperador Numeriano. Al mudarse a Roma, con su padre, para estudiar filosofía, se hizo adepto a las lecturas cristianas y los Evangelios, posteriormente fue convertido al cristianismo por el presbítero Carpóforo y bautizado. Su padre, al ver su conversión procuró hacerlo volver al culto pagano, incluso lo encerró en un calabozo, al ver que tales medios fallaban intentó disuadirle mediante la voluptuosidad, llevándole mujeres a su celda, sin embargo, Crisanto se empecinó en la castidad. Entre las mujeres que le presentaron se encontraba la hermosa virgen vestal Daría, proponiéndole matrimonio con ella. Sin embargo, Crisanto convirtió a Daría también al cristianismo, con lo que aceptó casarse con ella, pero bajo el pacto previamente realizado con ella de guardarse castos en su matrimonio, lo que le otorgó la libertad a Crisanto y la posibilidad de seguir difundiendo la fe cristiana.
La misma leyenda cuenta que la pareja logró muchas conversiones, entre las cuales se encuentran un tribuno de nombre Claudio, su esposa Hilaria y sus dos hijos de nombres Mauro y Jasón, quienes fueron convertidos tras el arresto de la pareja por la promoción del cristianismo, convirtiendo, igualmente, a los setenta soldados de la guarnición que los tenían custodiados.
Por tales motivos, Crisanto y Daría fueron condenados a muerte. Se les guio a la Vía Salaria donde fueron enterrados vivos. Sus restos fueron llevados y sepultados a la Vía Salaria Nova, en las catacumbas de Roma.

## Restos
Según las tradiciones, sus restos fueron trasladados en sucesivas ocasiones de lugar. Se han señalado como posibles lugares donde reposaron sus restos a las ciudades de Metz y Tréveris.
Otro lugar que reivindica sus reliquias es la ciudad italiana de Reggio Emilia. 
En el año 2008, durante las obras de restauración de su catedral, debajo del altar principal, fueron encontrados los esqueletos de una joven pareja romana, cuya antigüedad determinada bajo la prueba del carbono-14 arrojó una datación entre los años 80 y 340 después de Cristo. Por la ausencia de señales de trabajo físico en las osamentas se presume su pertenencia a la clase pudiente de la antigua Roma. Tales coincidencias, además del trato de veneración que recibieron los reliquias, han llevado a algunos católicos locales a señalar que esos restos arqueológicos son las osamentas de los mártires Crisanto y Daría.

## Verosimilitud
La historia de los mártires se ha considerado como un claro ejemplo de hagiografía sin visos de verosimilitud, por las similitudes con historias similares, las incongruencias (por ejemplo, la posibilidad de incitación a un matrimonio de una vestal, y otros detalles sobre el tratamiento de una aristócrata), o la ausencia de referencias a acontecimientos tan señalados en fuentes no cristianas.